# Colobus vellerosus
Colobus vellerosus (Колобус ведмежий) — вид приматів з роду Colobus родини мавпові.

## Опис
Довжина голови й тіла самців: 61-64 см, довжина голови й тіла самиці: 61-66 см, довжина хвоста: 75-81 см, вага самців: 9,9 кг, вага самиць: 8.3 кг. Це стрункі, з довгими хвостами примати. Хутро в основному чорного кольору, він має білі плями на стегнах і біле волосся навколо обличчя. Хвіст також білий і, на відміну від інших членів роду без китиці.

## Поширення
Країни проживання: Бенін; Кот-д'Івуар; Гана; Нігерія; Того. Знайдений у рівнинних тропічних лісах і галерейних лісах і далеко на північ, до лісово-саванової зони.

## Стиль життя
Ці примати є денними і деревними, вони зазвичай проводять свій час у верхівках дерев. Вони живуть у невеликих групах, які складаються з одного самця, кількох самиць і потомства. Вони є територіальними, самці демонструють територіальність гучним ревом в основному вранці. Зріле листя та насіння складають основну складову раціону, меншою мірою, вони також їдять фрукти і молоде листя. Багатокамерний шлунок допомагає їм при харчуванні. Відомі хижаки: Stephanoaetus coronatus, Panthera pardus, Homo sapiens.
Після приблизно 5—6 місяців вагітності, самиця народжує зазвичай одне дитинча, воно спочатку білого кольору. Самиці стають статевозрілими у 4 роки і самці у 6 років.

## Загрози та охорона
Цей вид перебуває під загрозою в першу чергу через полювання і в другу чергу через втрату середовища проживання. Цей вид включений до класу А Африканської конвенції, і Додатку II СІТЕС. Відомий з кількох охоронних територій.